# Дзеркала (Дискавері)
Дзеркала (Mirrors) — шістдесятий епізод американського телевізійного серіалу «Зоряний шлях: Дискавері» та 5-й у п'ятому сезоні. Епізод написано Джен Макговен, режисура Джоанни Лі та Карлоса Сіско. Перший показ відбувся 25 квітня 2024 року.
Капітан Бернем і Бук подорожують у позавимірний простір у пошуках наступної підказки про місцезнаходження сили Прародителів. У цей час Рейнер виконує свою першу місію під командуванням USS «Discovery», а Калбер відкривається Тіллі.

## Зміст
Клівленд Букер дивиться на дані Списку спостереження Федерації про Молл та її великий список злочинів. Він йде до містка, коли Стаметц і Тіллі звітують. Коли USS «Discovery» вперше прибув до координат Джинаал Бікс, там була лише розсіяна туманність і варп-слід від Молл та Л'ака. Тепер вони добре уявляють, куди втікачі поділися. Тіллі каже Зорі налаштувати екран для перегляду коефіцієнта Лоренца та високоенергетичних спектрів, прохід перед кораблем то відкривається, то закривається. Стамец пояснює — це ніби кротовина, і «Discovery» не зміг її побачити, доки не відкалібрували сканери. Стамец і Тіллі вважають — це веде до кишені міжвимірного простору з проходом, який руйнується та розширюється через ланцюгові реакції матерія-антиматерія, ймовірно такіж як і викликані Спалом. Вони повинні пройти крізь кротовину, щоб дістатися до наступної підказки, і мають бути всередині неї. Однак діафрагма спотворює їхні показання — і вони не знатимуть, з чим мають справу, доки не опиняться на іншому боці. «Discovery» надто великий — через отвір доведеться пройти шатлу, але Крістофер не може гарантувати комунікаційний зв'язок. Бернем каже Лінусу підготувати шатл а інженерам — посилити зв'язок і зміцнити щити, Ріс має залишити команду безпеки в режимі очікування. Бернем вирішує піти сама і взяти Букера, а Рейнер матиме зв'язок.
Рейнер вважає — це надто ризикована місія для капітана корабля. Він намагається переконати Майкл відпустити його або принаймні взяти команду безпеки, але Бернем потрібен Рейнер на кораблі, їхньою перевагою є особистий зв'язок Букера з Молл. Рейнер відчуває відповідальність, побачивши майбутнє, де Бріни знищили все, але це лише одне можливе майбутнє. Бернем задається питанням, про що це насправді, дозволяючи Рейнеру бути відвертим і цитує «Баладу про Крула», класичну Келерунську роботу. Бернем досліджувала культуру свого першого офіцера. Вона запитує, коли востаннє Рейнер приймав командування від іншого капітана, він визнає, що минув деякий час. Майкл вірить у здатність Рейнера очолити команду «Дискавері» за її відсутності, і він не береться переконувати.
Бернем і Букер прямують до кротовини, Майкл цікавиться, що він скаже Молл. Букер припускає, що розповість — він і Бернем не так сильно відрізняються від втікачів, обидва були кур'єрами, і про її батька. Букер думає, що зможе зв'язатися з Молл, але Бернем попереджає — вони повинні затримати крадіїв за їхні злочини. Букер здогадується, що помилка часу була справжньою проблемою, і припускає — Бернем намучилася з цим. Майкл і Букер повертаються до споминів, коли вони разом працювали кур'єрами, сподіваючись пройти через отвір цілими. Ретельно розрахувавши час і прискоривши двигуни, вони добираються до кротовини, але швидко втрачають зв'язок із «Дискавері» через перешкоди. Рейнер переводить корабель у режим жовтої тривоги, коли Крістофер починає змінювати частоти. Рейнер наказує Стамецу відвезти всіх, хто йому потрібен, до наукової лабораторії та працювати над посиленням зв'язку.
Усередині кротовини якась невідома матерія завдає шкоди датчикам шаттла та голоекранам, залишаючи їх глухими й сліпими. Ухиляючись від уламків вони знаходять рештки половини корабля втікачів. Бернем припускає — отвір зачепив корму, і розрізав корабель навпіл. Помітивши щось попереду, Бернем міркує що Молл і Л'ак могли б вижити, якби піднялися на борт об'єкта, який Майкл помітила: пошкодженого та покинутого «Ентерпрайза», корабля із дзеркального всесвіту.
Оглядаючи «Ентерпрайз», Букер бачить багато пошкоджень, і вважає — корабель потрапив у пастку під час битви. Імовірно це було багато років тому, оскільки перехід між всесвітами був неможливим протягом століть. Бернем дивується, чому підказка була захована на «Ентерпрайзі», Букер зазначає — зниклий корабель у прихованій кротовині є досить надійним місцем для сховку. Бернем ніколи раніше не стикалася з кораблем терранів, внутрішня компоновка та системи мають бути приблизно такими ж, як у USS «Enterprise». Букер бачить половину корабля Молл і Л'ака — вони будуть у відчаї, якщо ще живі. Букер знаходить місце для посадки на «Ентерпрайзі».
Тіллі заходить до лікарні, щоб попрацювати над зв'язком — вона, Стамец і Адіра намагаються підсилити сигнал. Тіллі починає теревенити про свою роботу, доктор Калбер вибачається, і ніби йде зробити якусь роботу у своєму кабінеті. Їх перериває Стамец, який шукає оновлення статусу, і Калбер йде, непереконливо наполягаючи, що з ним все гаразд. Стамец запитує Адіру про ідею гравітонного імпульсу, вони втретє перевіряють свої розрахунки. Адіра звинувачує себе в інциденті, оскільки вона привезла жучка на борт «Дискавері».
Стамец визнає — швидке закриття діафрагми заважає сигналу зв'язку. Він повідомляє Рейнеру, що потрібно знайти спосіб утримувати апертуру відкритою, вони можуть використовувати генератор щита, щоб перервати реакції антиматерії. Адіра додає — гравітонний імпульс також зробить це, але ймовірність вибуху буде 47 % — отвір закриється назавжди з Майкл і Букером. Рейнер наказує знайти спосіб швидко відновити зв'язок. Якщо Бернем і Букер ще не зіткнулися з Молл і Л'аком, то це відбудеться, і може бути халепа.
Бернем і Букер пробираються до пошкодженого містка «Ентерпрайза»; вони можуть використовувати датчики корабля, квантові сигнатури з первинного всесвіту — це допоможе знайти підказку і Молл та Л'ака, якщо вони на борту. Коди доступу не працюють, тобто дзеркальна Бернем мала бути мертвою до того, як корабель перетнув всесвіти. Бернем згадує — це була станція її брата Спока на USS «Enterprise». Хоча Бернем ніколи не зустрічала терранську версію Спока, вона впевнена — він був таким же безжальним. Трюк Букера вводить їх у системи корабля; вони виявляють — камеру змішування було викинуто з варп-приводу, човники та рятувальні капсули зникли, журнали капітана стерто — екіпаж покинув корабель. Бернем збентежена — евакуація є останнім заходом у терранців; «Ентерпрайз» зазнав пошкодження, але не був знищеним. Датчики корабля вловлюють два підписи на містку — Бернем і Букер — і ще в лікарні: Молл, Л'ак і підказку, яку вони знайшли.
Бернем здогадується — підказка була захована в транспортній кімнаті. Кімната повна постільної білизни, ковдр, дитячого одягу та іграшок. Букер знаходить табличку із зоряною датою, яка розкриває історію екіпажу. Високий радник Террана був убитий за спробу провести реформи, а екіпаж «Ентерпрайза» втік після заколоту. Екіпаж віз із собою біженців, які намагалися втекти із дзеркального всесвіту. Їм допоміг раб-келпіанець, який став лідером повстанців, Бернем і Букер усвідомлюють його як Сару. Екіпаж і біженці втекли з «Ентерпрайза», коли він застряг у кротовині, тому човники та рятувальні капсули зникли. Букер розповідає історію, Бернем таємно кладе шматочок свого значка-трикома в медальйон, який знаходить серед речей.
В лікарні вони знаходять Молл і Л'ака — з кількома голографічними копіями себе — мабуть, зламано головипромінювач кімнати. Вони обмінюються перехресним вогнем з Молл, Л'аком та голографічними двійниками, поки Майкл не знищує головипромінювач. Відбувається спроба поговорити — вони стріляли лише в головипромінювач, а корабель Молл і Л'ака знищено. Майкл закликає здатися, щоб вони з Букером змогли безпечно витягти їх звідси. Букер намагається звернутись до Молл, розповідаючи, що він знав її батька. Молл глузує з думки, називаючи Клівленда Букера сміттям. Молл відмовляється від думки сидіти у в'язниці Федерації, хоча Бернем обіцяє забезпечити, щоб Молл і Л'ак отримали справедливий суд.
Л'ак розповідає, що хоча Бернем і Букер мають шатл, у нього вже є наступна підказка. Вони можуть убити один на одного, або їх можуть вивезти, відпустити, і втікачі дозволять «Дискавері» отримати підказку. Бернем стверджує — це не справжня підказка, нагадуючи про Лірек з його обмани-віршами та справжню підказку, заховану десь в іншому місці. Витягнувши медальйон, вона заявляє, що всі підказки виглядають по-різному, і каже Молл використати сусідній трикодер, щоб відсканувати квантові сигнатури з первинного всесвіту. Букер обіцяє витягнути всіх і допомогти в будь-якій біді, здогадуючись, що вони повинні бути у справжній халепі, щоб ризикувати життям заради один одного. Молл сердито заявляє — якщо вони не можуть стерти ерігу, то Федерація не може їм допомогти. Приголомшена Бернем розуміє наслідки: еріга — це нагорода за кров Брінів, що означає — Л'ак є Бріном. Бріни переслідують Молл і Л'ака через винагороду, і сподівається, що все, що вони знайдуть наприкінці підказки, буде достатньо, аби змусити Брінів відмінити ерігу. Букер запитує Молл, що вона зробила.
У спогаді на космічній станції Молл питає двох Брінів, як довго вони збираються змусити її чекати — вона має інші доставки. Брін, Л'ак, розмовляє з Молл на Федераційному стандарті — вони дізналися, що її поставки дилітію містять домішки, і треба перевірити їх. Молл відмовляється, відбувається бійка. Молл забирає Л'ака в трюм і каже, що вона дещо дізналася про знаки розрізнення Брінів, Л'ак — королівської сім'ї. За чутками, племінник Примарха був понижений у посаді, це Л'ак. Л'ак штовхає її до вантажного ящика, Молл пропонує допомогти отримати відплату. Це підтверджує для нього, що вона має справу з дилітієм, і Л'ак надіває на неї кайдани. Молл заявляє — вона чудова в тому, що робить, і мати партнера серед Брінів буде набагато краще. Л'ак погрожує вбити за пропозицію, Молл зауважує — він заінтригований. Молл знає, як бути на вулиці самотньою, і це робить тебе голодним та розумним, що вона демонструє, піднявши зняті кайдани. Двоє охоронців проходять повз, Л'ак робить вигляд, що притискає її до ящика. Л'ак здивований, що Молл хоче укласти угоду, оскільки вона нічого про нього не знає.
В сучасності Молл каже — все, що вони зробили, не стосується Бернем і Букера. Майкл не може дозволити, щоб кохання завело їх хибним шляхом. Спалахує перестрілка, що спричиняє блокування лікарні і поле стримування, яке відрізає Бернем та Л'ака від Букера й Молл. Панель керування знищена, Букер і Молл не можуть повернутися, але на містку має бути контроль безпеки. Букер просить Молл про допомогу. Нарешті Молл погоджується допомогти, попереджаючи Бука, що вб'є його, якщо він зробить хоч один неправильний рух. Бернем і Л'ак залишаються у збройному протистоянні, Букер і Молл поспішають до містка.
У спогаді Л'ак заявляє, що дилітій Молл чистий і вона вільна. Молл пропонує, щоб Л'ак ще раз перевірив її корабель — вона не провезла контрабанду, але дядько Л'ак приїжджає для перевірки. Молл називає Примарха дурнем, з чим Л'ак погоджується. Перш ніж Л'ак може піти, Молл нагадує про обіцянку — показати їй, як він насправді виглядає. Хоча Молл бачила обличчя Л'ака, вона хоче побачити «інше обличчя». Л'ак вагається, але Молл зазначає — обидва обличчя є частиною його, і він бачив її частини, які вона ненавидить. Л'ак знімає маску, показуючи тіло в рідкому стані. Задоволена, Молл вітає Л'ака.
На «Ентерпрайзі» Молл попереджає Букера — перемир'я закінчиться, щойно вона придумає спосіб знищити поле стримування. Букер хоче допомогти Молл, але вона насміхається. Букер знає, що батько Молл покинув її та матір, і триматися подалі було найважчим вибором. Клівленд Букер зробив це, щоб захистити родину від небезпечного життя. Молл здогадується — у нього проблеми з батьком. Молл розповідає, що батько пообіцяв витягнути її і матір з Каллора-V і відвезти до безпечної колонії в Гамма-квадранті. Молл лягала спати, думаючи про це щовечора. Але одного разу її батько просто перестав приходити додому, матір влаштувалася на роботу в рубіндієві копальні. Мати померла, коли Молл було 14 років. Приголомшений Букер каже заплаканій Молл — він не думає, що її батько знав про це. Але Молл це не хвилює, а Л'ак — єдине, що для неї має значення.
У лікарні Бернем і Л'ак залишаються в протистоянні. Бернем запитує, чи Л'ак взагалі знає, що шукає. Л'ак цитує щоденник доктора Веллека — це сила, яка перебуває поза будь-яким розумінням. Бернем зазначає, що це було б катастрофою, якби Бріни заволоділи такою владою, Л'ак вважає, що вони зникнуть раніше. Л'ак запитує Майкл, чи могли б вони з Молл відбувати разом свій термін, якщо здадуться. Л'ак каже, що він краще помре, ніж розлучиться з Молл.
Молл і Букер не можуть вимкнути зону утримання, оскільки система безпеки закрита брандмауером. Букер розповідає Молл, що любив Бернем і раніше вони теж були кур'єрами. Крім кота, Бернем була першим справжнім другом Букера після смерті батька Молл. Бук теж довгий час ненавидів свого батька. Розчарована Молл бачить, що їхні зусилля не спрацьовують, і їй потрібно повернутися до Л'ака.
У спогаді Молл і Л'ак цілуються на космічній станції Брінів. Л'ак попереджає — треба піти до прибуття ранкової зміни. Молл розповідає про нові контракти на території Смарагдового ланцюга, і вона відбуде на невідомий період часу. Л'ак пропонує змінити угоду, якщо мова йде про латину. В гамма-квадранті є колонія, де вона може жити мирним і вільним життям. Л'ак не може уявити, що це за життя, і хоче приєднатися до неї. Коли Л'ак хоче поцілувати її, наближаються три Бріни. Л'ак впізнає Руна, Примарха Шостого Походу та його дядька. Рун дезактивує маскувальне поле, яке приховувало Молл і Л'ака.
В сучасності Молл вирішує, що з неї досить чекати, і збирається створити стрибок напруги. Букер намагається попередити, що це може бути руйнівним для старого корабля, але вона спричиняє стрибок напруги, корабель сильно тремтить і кілька консолей вибухають. У лікарні поле стримування падає, Бернем і Л'ак вступають у бійку, корабель продовжує тремтіти. Імпульсні двигуни «Ентерпрайза» перевантажені, а навігаційні системи не працюють. За межами переднього оглядового екрана шатл падає вдалину, забираючи з собою єдиний шлях порятунку. Гірше того, «Ентерпрайз» прямує до апертури на курсі зіткнення, а комп'ютер попереджає, що корабель зіткнеться з ним через вісім хвилин.
Букер хоче дістати Бернем та Л'ака, але Молл направляє фазер і вимагає, щоб Бук не рухався. Букер відмовляється — він не дозволить, щоб щось трапилося з Бернем або Молл. Та пояснює — він Кведжанець і все, що його хвилює, зникло. Її батько був чудовим наставником для Букера. Це робить Молл чи не єдиною родиною, яку має Букер. Він передає їй свою зброю та каже Молл, що вбити його — це вибір, і сподівається, що вона зробить інакше. Молл опускає обидві зброї та погоджується продовжувати співпрацю.
У лікарні Бернем і Л'ак продовжують боротьбу, Майкл відмовляється відпустити. Бернем розглядає підказку, Л'ак хапає гострий інструмент, і кидається через стіл. Бернем збиває на підлогу, перш ніж схопити підказку та впущену гвинтівку Л'ака. Вражений Л'ак розуміє, що Бернем створила приманку за допомогою медальйона. Коли Л'ак піднімається з підлоги, вони з тривогою помічають, що Брін випадково вдарив себе ножем. Букер і Молл прибувають, Бернем дістає медичне приладдя. Вони повинні доставити Л'ака для лікування на «Дискавері». Молл наказує Бернем і Букеру втекти від них. Комп'ютер попереджає, що до зіткнення залишилося п'ять хвилин, і Букер повідомляє, що вони на курсі зіткнення з апертурою, а їхній човник зник. Бернем прямує до містка з Букером, щоб знайти рішення.
У спогаді Л'ака стримують, коли охоронець-брін б'є Молл, незважаючи на його заперечення. Л'ак наказує примарху Руну говорити мовою Молл, оскільки вона заслуговує, щоб зрозуміти, що він говорить. Рун розлючений, що його племінник, який несе генетичний код «тих, хто править», спілкується з нижчими істотами, тоді як решта Йод-Тота борються за трон Імперії Брінів. І Л'ак робить це у твердому стані, що Рун вважає образою. Знявши маску, щоб показати свою текучу форму, Рун заявляє, що ця форма є справжнім «обличчям» Брінів, а не їх твердий стан. Л'ак стверджує, що обидва обличчя є їхньою частиною, але Рун вірить, що використання такої форми лише робить Л'ака нецілеспрямованим, негнучким і слабким.
Заявляючи, що є лише один шлях до спокути, Рун дає племіннику гвинтівку, щоб убити Молл. Повагавшись, Л'ак стріляє в двох охоронців та спрямовує зброю на Руна, який оголошує ейргу на племінника, чого Л'ак і очікував. Л'ак не смертельно стріляє в Руна і наказує Молл піти, коли спрацьовує сигналізація — на територію Смарагдового ланцюга і знайти колонію. Л'ак не бажає йти з нею, оскільки еригу неможливо уникнути, і Брін ніколи не припинить полювати на нього. Згодом Л'ак погоджується вирушити, кажучи Молл, що любить її понад усе.
В сучасності Л'ак повторює Молл, що кохає її понад усе. Молл відмовляється здаватися, раніше вони переживали і гірші пригоди. Л'ак вважає, що це безнадійно, але Молл наполягає — для них немає нічого неможливого.
За чотири хвилини до зіткнення Бернем сідає в капітанське крісло та наказує Букеру активувати притягуючий промінь. На «Дискавері» помічають притягуючий промінь, що виходить з отвору, який занадто великий, щоб виходити з шатла. Промінь коливається за повторюваною схемою. Зрозумівши значення, Рейнер кличе Стамеца, Адіру та Тіллі, які майже знайшли спосіб тримати прохід відкритим для зв'язку. Рейнер повідомляє Стамецу, що плани змінилися — потрібно тримати його відкритим і зробити достатньо великим. щоб зореліт пройшов повз. Рейнер пояснює команді, що «Дискавері» не заходить, але їхній капітан летить звідти.
Рейнер розпізнав сигнал Бернем за допомогою притягуючого променя з «Балади про Крула». Тіллі попереджає, що знадобиться величезна кількість енергії, більше, ніж міг би безпечно виробити весь корабель. Починається обговорення ідей, всі вони відкидаються як нездійсненні за даних обставин або надто ризиковані. Ріс пропонує вимкнути корисні навантаження фотонних торпед і замінити їх антиматерією — що може генерувати енергію, яка потрібна «Discovery». Адіра підрахувала — якщо діафрагма точно потрапляє в послідовниу гексагональну модель, повинна залишатися відкритою приблизно шістдесят секунд. Однак, коли знову зруйнується, діафрагма зникне назавжди. Рейнер обіцяє всім смаклоик, наказуючи Рісу координувати дії з технікою та боєприпасами, щоб змінити корисні вантажі, і опустити корабельні щити, щоб «Дискавері» міг зачепити притягуючий промінь. Вони отримають лише одну спробу.
На «Ентерпрайзі», коли до удару залишилося лише шістдесят секунд, Бернем визнає, що Букер був одним із сюрпризів у часових циклах, і вони були щасливі. Зовні «Дискавері» стріляє по отвору, відкриваючи його повністю, притягуючий промінь замикається на кораблі. Рейнер наказує витягнути їх, Бернем каже Букеру спрямувати будь-яку силу, яка не заважає їм дихати. «Дискавері» витягує корабель із кротовини, екіпаж приголомшений — це «Ентерпрайз». «Ентерпрайз» звільняється якраз вчасно, прохід руйнується і вибухає позаду корабля. «Ентерпрайз» раптово готується запустити терранську варп-капсулу з двома ознаками життя та обладнанням для лікарні. Бернем і Букер розуміють, що це Молл і Л'ак із системою життєзабезпечення, але вони не можуть зупинити запуск. Перш ніж «Дискавері» встигає зачепити капсулу, він тікає на варпі із Моллом й Л'аком. Рейнер обіцяє відстежити варп-сигнатуру капсули.
З Бернем Рейнер розмірковує, як її сигнал відповідає частині «Балади про Крула» — де Крул кличе брата на порятунок повторюваним барабанним боєм. Рейнер вражений, але Бернем визнає, що це була смілива спроба. Рейнер погоджується визнати перемогу. Бернем каже Овосекун та Детмеру повернути «Ентерпрайз» до сховища штаб-квартири Федерації.
Калбер приєднується до Тіллі, вона оговтується після напруженого дня. Він розповідає Тіллі про всі пережиті ним події — смерть, повернення до життя та його нещодавнє від'єднання від Джинаала, де Калбер і був, і не був присутній. Йому подобається пошук, який вони проводять — знайти те, що створило всіх гуманоїдів. Тіллі припускає, що інтелектуальне й духовне не такі вже і далекі одне від одного, оскільки вони обидва прагнуть до розуміння та приводять у нові місця. І Калберу слід поговорити про це зі Стамецом.
Бернем вивчає зображення Прародителя до прибуття Букера. Майкл розповідає йому, що кораблі Зоряного флоту в цьому секторі у стані підвищеної готовності, але Молл і Л'ак ще не виказали себе. У них є наступна підказка та невеликий флакончик — у якому міститься ключ до з'ясування місця розташування наступної підказки. Стамец планує провести повний хімічний аналіз вмісту флакона. Вони розуміють, що цей квест завжди супроводжується уроком — ітроноки та некрополь планети перевіряють, чи цінують вони форми життя, відмінні від їхніх власних, і важливість культурного контексту. Букер припускає, що вчений, який залишив екіпаж на «Ентерпрайзі», повинен був знати історію цього корабля. Вченим був терранець, молодший науковий офіцер «Ентерпрайза» докторка Кармен Чо. Бернем доручила Зорі знайти імена в маніфесті екіпажу корабля, і більшість із них були в базах даних Федерації — принаймні більшість екіпажу «Ентерпрайза» вижили та знайшли нові життя у первинному всесвіті. Чо приєдналася до Зоряного флоту і стала адміралом. Але після цього її записи зникли — те, що сказав Джинаал — група видалила себе з усіх баз даних, як тільки могла. Бернем приходить до висновку — в екіпажу «Ентерпрайза» була надія і вони знайшли свободу, незважаючи на неможливі труднощі, та припускає, що Чо повернулася на корабель, щоб приховати розгадку. Вони спостерігають, як «Ентерпрайз» відлітає, і коротко згадують, якими були щасливими, перш ніж повернутися до роботи. Бернем не знає, що станеться, коли вони нарешті складуть карту, але їй не терпиться дізнатися координати.

## Сприйняття та відгуки
Станом на лютий 2025 року на сайті «IMDb» серія отримала 6.4 бала підтримки з можливих 10 при 1376 голосах користувачів.
В огляді для «Den of Geek» Лейсі Богер відзначила: «„Star Trek: Discovery“ досягає середини останнього сезону з епізодом, який, мабуть, є найгірим із п'яти частин, що ми бачили досі. Епізод сам по собі не обов'язково поганий, і ті, хто був із цим серіалом від самого початку, точно пережили набагато гірше, ніж під час цього показу. Але ця година, у кращому випадку, до біса нудна. І це не може не здаватись колосальною втратою часу, коли у нас залишилося так мало йог для перебування з героями, чиї історії нас цікавлять.»
Для «Реактора» Кейт ДеКандідо зазначено: «Одне із давніх запитань у франшизі „Зоряного шляху“, на яке не було відповіді з тих пір, як його вперше висловили в 1995 році — коли ми побачили першого Бріна у „Необережності“. Це питання, яке залишилося без відповіді, незважаючи на те, що Бріни стали основними гравцями в арці Війни Домініону двох останніх сезонів „Глибокого космосу“ — як вони насправді виглядають? На першій появі вони були в обладунках і шоломах, які закривали все обличчя. „Discovery“ нарешті відповів на це питання. Насправді виявилося, що вони відповіли на питання кілька тижнів тому — оскільки Л'ак, вид якого був нікому невідомий до „Дзеркал“, є Бріном. Костюми Брінів були перероблені, щоб вони виглядали менш громіздкими. І коли вони знімають шоломи, їхня шкіра стає напівпрозорою. Велика частина „Дзеркал“ присвячена „Таємниці походження Молл та Л'ака“. І це історія стара, як гори.»
В огляді «Screen Rant» Даною Гансон зазначалося: «З огляду на те, наскільки тісно перший сезон „Discovery“ був пов'язаний із дзеркальним всесвітом, здається цілком доречним, щоб останній сезон серіалу певним чином посилався на нього. „Дзеркала“ надали велику кількість згадок, з появою „Ентерпрайзу“ та історією про те, як корабель перейшов на шкалу часу паралельного всесвіту. Також було показано, що трапилося із деякими основними постатями в Імперії Терран, включаючи долю дзеркального Сару, який відіграв напрочуд важливу роль в епізоді. Незважаючи на те, що в серії він не з'явився.»

## Знімались
| Актор               | Роль                    |
| ------------------- | ----------------------- |
| Сонеква Мартін-Грін | Майкл Бернем            |
| Ентоні Репп         | Пол Стамец              |
| Мері Вайзман        | Сільвія Тіллі           |
| Вілсон Круз         | Гаг Калбер              |
| Блу дель Барріо     | Адіра                   |
| Каллум Кіт Ренні    | Рейнер                  |
| Тіґ Нотаро          | Джет Рено               |
| Девід Аджала        | Клівленд Букер          |
| Аннабель Волліс     | Зора                    |
| Ханна Чізман        | Ейріам                  |
| Ів Гарлов           | Мелінн                  |
| Еліас Туфексіс      | Л'ак                    |
| Емілі Коутс         | Кейла Детмер            |
| Патрік Квок-Чун     | Джен Ріс                |
| Ойїн Оладейо        | Джоан Овосекун          |
| Ронні Роу           | лейтенант-командор Брюс |
| Орвілл Каммінгс     | Крістофер               |
| Девід Томлінсон     | Лінус                   |